# اچ‌ام‌اس اسمیگ
اچ‌ام‌اس اسمیگ (به انگلیسی: HMS Smyge) یک کشتی است که طول آن 27 m می‌باشد.